# Jim Cox (muzyk)
Jim Cox, wł. James William Cox – amerykański muzyk grający na instrumentach klawiszowych, kompozytor i producent muzyczny.

## Życiorys
Urodził się w Kalifornii, na pianinie gra od czwartego roku życia.  Jako muzyk współpracował z takimi artystami jak: Mark Knopfler, Aerosmith, Pink, Faith Hill, Ozzy Osbourne, Aaron Neville, Barbra Streisand, Ringo Starr, Elton John, Linda Ronstadt, Willie Nelson, Boz Scaggs, Chris Botti, Rodney Crowell, Robbie Williams, Leonard Cohen, Burt Bacharach, B.B. King, George Strait, Ray Charles, Adam Sandler, Albert Lee i Queen Latifah.